# Siitimenjärvi
Siitimenjärvi är en sjö i kommunerna Sysmä och Luhango i landskapen Päijänne-Tavastland och Mellersta Finland i Finland. Sjön ligger 116,3 meter över havet. Arean är 65 hektar och strandlinjen är 9,78 kilometer lång. Sjön  ingår i Kymmene älvs huvudavrinningsområde.   Den ligger omkring 77 km norr om Lahtis, omkring 61 km söder om Jyväskylä och omkring 170 km norr om Helsingfors. 
I sjön finns ön Koppelinsaari. 